# Слобозија Ханешти (Ботошани)
Слобозија Ханешти (рум. Slobozia Hănești) насеље је у Румунији у округу Ботошани у општини Ханешти. Oпштина се налази на надморској висини од 104 m.

## Становништво
Према подацима из 2002. године у насељу је живело 85 становника, од којих су сви румунске националности.